# Paya (langue)
Pour les articles homonymes, voir Paya et Pech.
Le paya ou pech est une langue amérindienne parlée par les Pech (en), un peuple du Honduras.

## Classification
Le paya appartient à la famille des langues chibchanes, parlées dans le sud de l'Amérique centrale et le nord de l'Amérique du Sud, du Honduras à la frontière entre la Colombie et le Venezuela. Il est le représentant le plus septentrional de cette famille, dont il constitue à lui tout seul une branche distincte.

## Distribution
Le paya est parlé dans l'est du Honduras, principalement dans la municipalité de Dulce Nombre de Culmí du département d'Olancho, mais aussi dans quelques localités des départements de Gracias a Dios et Colón.

## Écriture
| a | â | ã | b | ch | e | ê  | ẽ | h  | i | î | ĩ | k | l | m | n |
| ñ | o | ô | õ | p  | r | rr | s | sh | t | u | û | ũ | v | w | y |

Les tons sont écrits à l’aide de signes diacritiques :
- le ton haut ‹ ◌́ › ;
- le ton moyen ‹ ◌̄ › (omis dans l’orthographe) ;
- le ton bas ‹ ◌̀ ›.

## Phonologie

### Voyelles
L'inventaire vocalique du paya se compose des voyelles suivantes :
|           | Antérieure | Centrale | Postérieure |
| --------- | ---------- | -------- | ----------- |
| Fermée    | i          |          | u           |
| Mi-fermée | e          |          | o           |
| Ouverte   |            | a        |             |

Toutes ces voyelles peuvent être brèves ou longues. Toutes peuvent également être nasalisées.

### Consonnes
L'inventaire consonantique du paya se compose des consonnes suivantes :
|           | Labiale | Dentale | Alvéolaire | Palato- alvéolaire | Palatale | Vélaire | Labio- vélaire | Glottale |
| --------- | ------- | ------- | ---------- | ------------------ | -------- | ------- | -------------- | -------- |
| Occlusive | p b     | t̪       |            |                    |          | k       | kʷ             | ʔ        |
| Fricative |         | s̪       |            | ʃ                  |          |         |                | h        |
| Nasale    | m       |         | n          |                    |          |         |                |          |
| Roulée    |         |         | r          |                    |          |         |                |          |
| Battue    |         |         | ɾ          |                    |          |         |                |          |
| Spirante  | w       |         |            |                    | j        |         |                |          |
| Latérale  |         | l̪       |            |                    |          |         |                |          |

### Tons
Le paya est une langue à tons qui distingue un ton haut et un ton bas.